# Брік (страва)
Брік (brik, briq, بريك) — смажений несолодкий пиріжок, що нагадує чебурек. Вважається туніською стравою, але бріки популярні й в інших країнах Північної Африки та Близького Сходу. Брік також дуже популярний в Ізраїлі через велику кількость туніських євреїв. Брік їдять з супом або просто як самостійну страву, наприклад, на сніданок. Брік — традиційно друга страва для тунісців під час вечері на Рамадан після сочевичного супу шорва.

## Історія
Найбільш поширена версія походження страви полягає в тому, що Туніський брік став адаптацією турецької страви бурек за час, поки Туніс був у складі Османської імперії.
Друга версія — страву винайшли туніські євреї з острова Джерба.
Третя версія: так як тісто для бріків чимось нагадує рисовий папір у китайських спрінг-ролах, є думка, що араби отримали секрет приготування такого тіста від персів, які в свою чергу отримали його від китайців. Можливо, араби і самі могли отримати рецепт від китайців після Таласької битви, коли вони полонили багато китайців і отримали від полонених секрет виготовлення паперу[неавторитетне джерело].

## Різновид

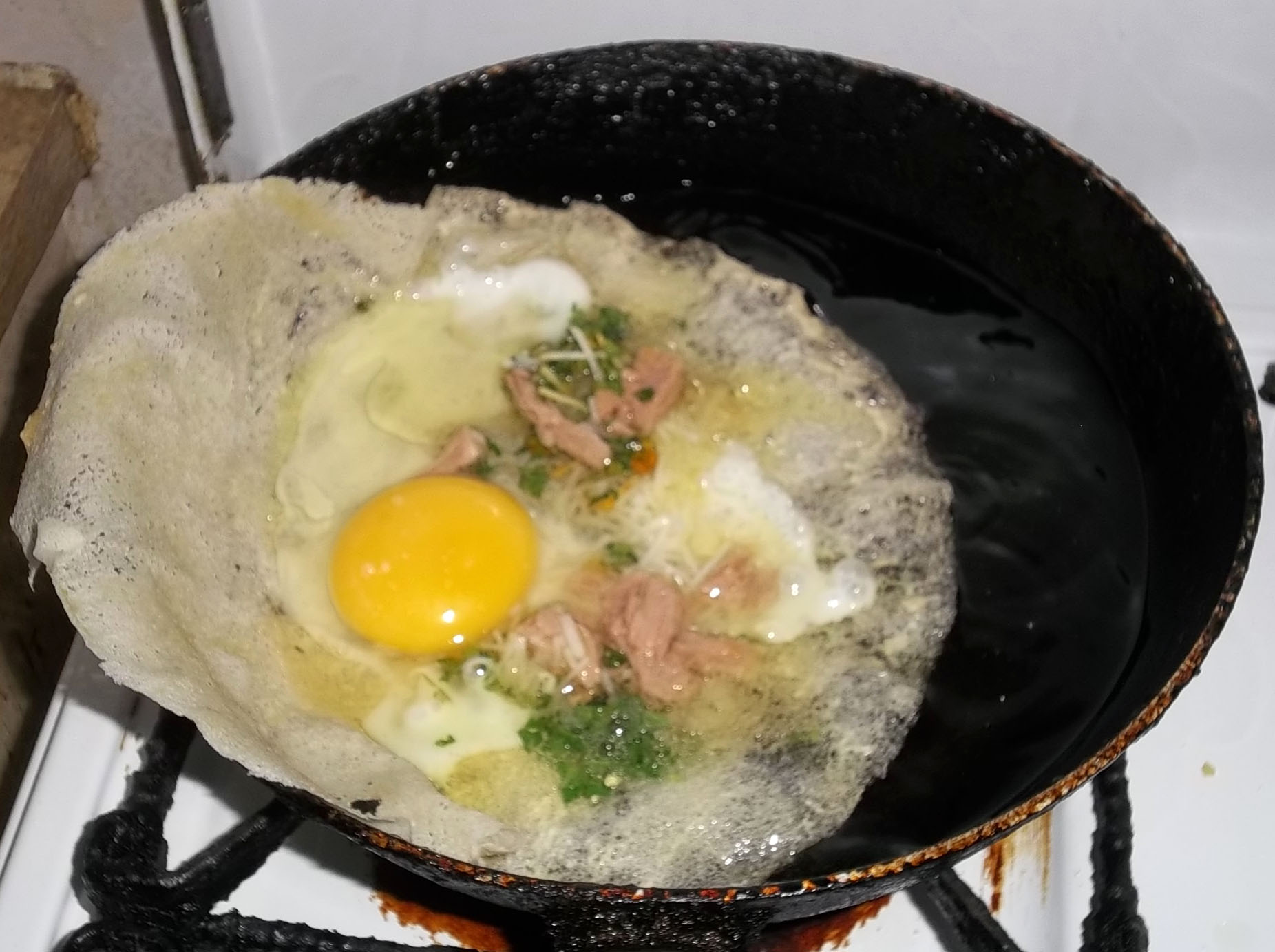
Приготування брика

Трохи відрізняється формою, але з ідентичними інгредієнтами і методом приготування, туніський брік відомий в Алжирі та Лівії як бурекас або бурек (بوراك). Готується зі спеціального тонкого тіста під назвою мальсука (malsouka, «такий, що прилип») або варка (warka). Тісто в бріках виходить тонке і хрустке, нагадує чипси. Начинкою найчастіше є яйця з картоплею та зеленню або тунець. Рідше готують бріки з куркою і анчоусами, сиром, каперсами. Для начинки бріків не прийнято використовувати м'ясо. За формою бріки виготовляють або напівкруглими, або трикутними.
У ресторанах часто зустрічається назва «Brik a l'oeuf» (фр. «брік з яйцем»). Це найпопулярніший вид в Тунісі, також їх можна часто зустріти в якості фаст-фуду. Головна особливість — тісто має прожаритися до хрусткого стану, але жовток яйця не повинен стати твердим. Їдять такий брік дуже акуратно над тарілкою, щоб не пролити жовток на одяг. У Тунісі навіть існує особлива традиція: під час сватання мати нареченої готує майбутньому нареченому брік із яйцем. Якщо наречений проливає хоча б краплю жовтка, йому мають повне право відмовити в руці дочки. Дуже популярним вважається і джербійський брік. Його начинка складається з картопляного пюре, петрушки і соусу харісса.

## Приготування
Тісто для бріків складається з суміші половинки борошна, половинки манної крупи дрібної пшениці, теплої води й солі. Все замішують до отримання майже рідкого тіста (менш рідкого, ніж тісто для млинців) і залишають на дві-три години. Знову замішують тісто і пензликом наносять на гарячу тарілку або сковороду. Ця паста може зберігатися від трьох до чотирьох днів у холодильнику і добре застигає.
На тарілку укладається лист мальсука, посередині на нього поміщається трохи начинки і туди ж вливається сире яйце. Лист тіста складається вдвічі, тарілка підноситься до сковороди з сильно нагрітою рослинною олією і брік з нього скочується. Потім тісто перевертається і обсмажується з іншого боку.